# Лефевр-Дёмье, Жюль
Жюль Лефевр-Дёмье (фр. Jules Lefèvre-Deumier; 14 июня 1797, Париж — 11 декабря 1857, Париж) — французский поэт и прозаик. Муж скульпторши Мари-Луизы Рулло-Дюгаж.
Собственно Лефевр, вторую фамилию Дёмье добавил в честь тёти, завещавшей ему своё состояние. Сын крупного чиновника министерства финансов, с юных лет находился в резкой конфронтации с консервативно настроенным отцом; среди первых сочинений, с которых началась известность Лефевра, — поэма «Отцеубийство» (фр. Le Parricide; 1819), давшая название и первому сборнику стихотворений Лефевра, вышедшему в 1823 году. Участвовал в Польском восстании 1830—1831 гг., после его подавления некоторое время провёл в австрийской тюрьме. Наряду со стихами публиковал (отдельными изданиями и сборниками) многочисленные биографические очерки о деятелях культуры и других знаменитых личностях, в диапазоне от Торквато Тассо и Парацельса до авантюриста Салманазара и современного писателя Джона Уилсона. По убеждениям тяготел к бонапартизму, вследствие чего после переворота Луи Наполеона получил должность библиотекаря сперва в Елисейском дворце, а затем во дворце Тюильри.
Бунтарская поэзия Лефевра-Дёмье, сложившаяся отчасти под влиянием неопубликованных в то время стихотворений Андре Шенье, ценилась поэтами-романтиками следующего поколения, в том числе молодым Виктором Гюго. Поздний сборник «Книга прогуливающегося» (фр. Livre du Promeneur; 1854) принадлежит к первым образцам складывавшейся во французской литературе формы стихотворения в прозе (некоторые произведения этого сборника печатались в журнале Александра Дюма «Мушкетёр»).